# Samsung E&A
Samsung E&A Co., Ltd. (koreanisch: 삼성이앤에이, kurz für Samsung Engineering & Architecture), ehemals Samsung Engineering, ist ein südkoreanisches Unternehmen für Ingenieurdienstleistungen, Projektmanagement und Bauausführung (EPC&PM) mit Hauptsitz in Seoul. Das 1970 als Korea Engineering gegründete und 1978 von der Samsung Group übernommene Unternehmen zählt zu den global führenden Anbietern von Gesamtlösungen für die Energie-, Industrie- und Umweltsektoren. Es bietet ein umfassendes Dienstleistungsportfolio, das von Machbarkeitsstudien über Planung, Beschaffung und Bau bis zur Inbetriebnahme von Anlagen reicht.
Das 1970 als Korea Engineering unter staatlicher Trägerschaft gegründete Unternehmen wurde 1978 von Samsung übernommen. Seit den 1990er-Jahren ist es an internationalen Großprojekten beteiligt, darunter Erdgasaufbereitungsanlagen in Thailand, Raffinerien im Nahen Osten und Bioethanolanlagen in Malaysia. Im Jahr 2024 erfolgte die Umbenennung in Samsung E&A im Rahmen einer strategischen Neuausrichtung auf Engineering- und Digitalisierungsprojekte („AHEAD“-Modell) sowie auf Technologien in den Bereichen Wasserstoff, Carbon Capture (CCUS) und Kreislaufwirtschaft.

## Geschichte

### Frühe Jahre und staatliche Gründung
Die Ursprünge von Samsung E&A gehen auf die Phase der schwerindustriellen Modernisierung Südkoreas während der Präsidentschaft von Park Chung-hee zurück. 1970 gründete die südkoreanische Regierung mit Korea Engineering das erste Ingenieurdienstleistungsunternehmen des Landes, um zentrale Projekte in den Bereichen Energie, Petrochemie und Infrastruktur umzusetzen. Dies erfolgte im Rahmen der staatlichen „Saemaul Undong“-Initiative, die auf die Förderung der Industrialisierung durch Schwerindustrie und Exportorientierung abzielte. Zu den frühen Projekten des Unternehmens zählten unter anderem die Planung der Honam Petrochemical Plant in Yeosu und der Namhae Fertilizer Plant, die einen wichtigen Beitrag zur Eigenversorgung Südkoreas mit Düngemitteln leisteten.
1978 erwarb die Samsung Group Korea Engineering, um ihr Portfolio im Bereich Großprojekte und Technologieentwicklung zu stärken. Diese Übernahme fiel in eine Phase, in der Samsung seine Aktivitäten von der Leichtindustrie (Textilien, Lebensmittel) auf kapitalintensive Sektoren wie Schiffbau, Halbleiter und Chemie ausweitete. Unter dem Dach des Konglomerats profitierte das Unternehmen von der strategischen Ausrichtung auf technologische Kompetenz und globalen Wettbewerb.

### Internationale Expansion und strukturelle Transformation
Die internationale Expansion von Samsung E&A begann in den frühen 1990er-Jahren mit dem Bau einer Erdgasaufbereitungsanlage in Thailand, die das Unternehmen als zuverlässigen Partner für komplexe Energy-EPC-Projekte etablierte. Ein Schlüsselprojekt war der Skikda-Refinery-Auftrag in Algerien (2009), der mit einem Volumen von 1,2 Mrd. USD nicht nur der bis dahin größte Auslandsauftrag war, sondern auch die Fähigkeit demonstrierte, sprachliche und kulturelle Barrieren durch gezielte Mitarbeiterschulungen zu überwinden.
Die strukturelle Transformation wurde durch die Einführung einer produktorientierten Organisationsstruktur vorangetrieben, die Ressourcen auf Unternehmensbereiche wie Energie, Industrieanlagen und Umwelttechnologien konzentrierte. Die Fusion mit Samsung Heavy Industries (2014) ermöglichte die Erweiterung des Portfolios um Offshore-Energieprojekte, darunter LNG-Anlagen und Bohrplattformen. Diese strategische Neuausrichtung gipfelte 2024 in der Umbenennung zu Samsung E&A, die den Fokus auf integrierte Engineering-Dienstleistungen und digitale Lösungen („AHEAD“-Modell) unterstrich.

### Krisen und strategische Neuausrichtung
Trotz des globalen Erfolgs führten Risikoprojekte im Nahen Osten zu erheblichen Verlusten. Das Shaybah NGL-Projekt in Saudi-Arabien (2011–2015) verursachte einen operativen Verlust von 1,3 Mrd. USD aufgrund unvorhergesehener technischer Komplexitäten und mangelnder Vorbereitung auf Großprojekte. Die Kündigung des Yanbu-3-Power-Projekts durch Saudi-Arabien (2017), bei dem 45 % der Arbeiten unvollendet blieben, verdeutlichte die Herausforderungen im Umgang mit politischen und vertraglichen Risiken.
Ein Wendepunkt war die Verpflichtung zur Nachhaltigkeit: 2022 entwickelte Samsung Engineering mit Nel ASA eine grüne Wasserstoffpipeline in Oman, die jährlich 1,2 Millionen Tonnen CO₂ einsparen soll. Parallel dazu trieb das Unternehmen die Modularisierung voran, etwa durch den Einsatz von 3D-Druckern für vorgefertigte Anlagenkomponenten, um Bauzeiten um 30 % zu reduzieren.

### Meilensteine der jüngeren Geschichte
Ein Wendepunkt war die Umfirmierung zu Samsung E&A im März 2024, die eine Neuausrichtung auf Energieeffizienz und Umwelttechnologien symbolisierte. Das Unternehmen sicherte sich 2025 einen 1,7 Mrd. USD Auftrag für eine Methanolanlage in den Vereinigten Arabischen Emiraten, die CO₂-Abscheidungstechnologien (CCUS) integriert.
Weitere Meilensteine umfassen den FEED-Auftrag für eine PDH/PP-Anlage in Saudi-Arabien (2023), der die Expertise in Petrochemieprojekten unterstrich, sowie die Akquisition von Beteiligungen an Wasserstofftechnologieunternehmen zur Stärkung der Position im Bereich erneuerbarer Energien. Mit einem Auftragsbestand von 38,2 Bio. KRW (2024) und der Expansion in 23 Länder steht Samsung E&A für die Evolution südkoreanischer Ingenieurskunst von der Imitation zur Innovation.